# Battaglia di Torisaka
La battaglia del passo Torisaka (鳥鳥坂峠の戦い?, Tosakatōge no tatakai) avvenne nel 1568 durante il periodo Sengoku.
Kōno Michinao chiese assistenza al clan Mōri dopo esser stato cacciato dalle proprie terre da Utsunomiya Toyotsuna. I Mōri accettarono l'alleanza e mandarono in suo aiuto Kobayakawa Takakage. Kōno e Kobayakawa portarono le loro forze combinate contro Toyotsuna nella battaglia del passo Torisaka e vinsero, riconsegnando a Michinao il suo dominio.
Tuttavia la regione di Kōno fu riconquistata successivamente dal figlio di Toyotsuna, Naoyuki.